# 科扎霍姆 (阿肯色州)
科扎霍姆（英語：Cozahome）是位於美國阿肯色州瑟西縣的一個非建制地區。該地的面積和人口皆未知。

## 地理
科扎霍姆的座標為36°02′42″N 92°30′06″W / 36.04500°N 92.50167°W，而該地的平均海拔高度為367米（即1204英尺）。